# Републикански път III-8081
Републикански път IIІ-8081 е третокласен път, част от Републиканската пътна мрежа на България, преминаващ изцяло по територията на Хасковска област, Община Маджарово. Дължината му е 23,4 km.
Пътят се отклонява наляво при при 34,2 km на Републикански път III-808 в северната част на село Долни Главанак, минава през центъра на селото и се насочва на юг. Преминава през село Горни Главанак, преодолява седловина висока 454 м и северно от град Маджарово слиза в долината на река Арда. Тук пътят завива на изток и продължава надолу по левия бряг на реката. Преминава през селата Бориславци и Малки Воден и на 5 km североизточно от последното се свързва с Републикански път III-597 при неговия 34 km.
| Пътища, отклоняващи се надясно (населено място, № на пътя, посока на пътя) | km   | Пътища, отклоняващи се наляво (посока на пътя, № на пътя, населено място)                                       |
| -------------------------------------------------------------------------- | ---- | --- |
| Община Маджарово, III-808, 34,2 km, с. Долни Главанак ← с. Долни Главанак  | 0,0  | ← с. Долни Главанак, 34,2 km, III-808, Община Маджарово → с. Долни Главанак, общински път (за с. Голяма долина) |
| с. Горни Главанак                                                          | 1,7  | с. Горни Главанак                                                                                               |
|                                                                            | 3,1  | → общински път (за с. Горно поле)                                                                               |
| (за гр. Маджарово) общински път ←                                          | 8,4  | |
|                                                                            | 14,2 | → общински път (за с. Малко Брягово)                                                                            |
| с. Бориславци                                                              | 16   | с. Бориславци                                                                                                   |
| с. Малки Воден                                                             | 18,4 | с. Малки Воден                                                                                                  |
| (от 85,3 km на II-59) III-597, 34 km →                                     | 23,4 | → 34 km, III-597 (до гр. Любимец)                                                                               |